# Tachfine ben Ali
Pour les articles homonymes, voir Ben Ali (homonymie).
 (août 2017).
- Si vous ne connaissez pas le sujet, laissez ce bandeau (vous pouvez alors contacter les auteurs).
- Si vous supprimez le contenu mis en cause (vous pouvez préalablement contacter les auteurs),

argumentez précisément cette suppression dans la page de discussion
(un manque de référence n'est pas un argument ; une recherche réelle de référence doit avoir été effectuée, être formellement documentée).

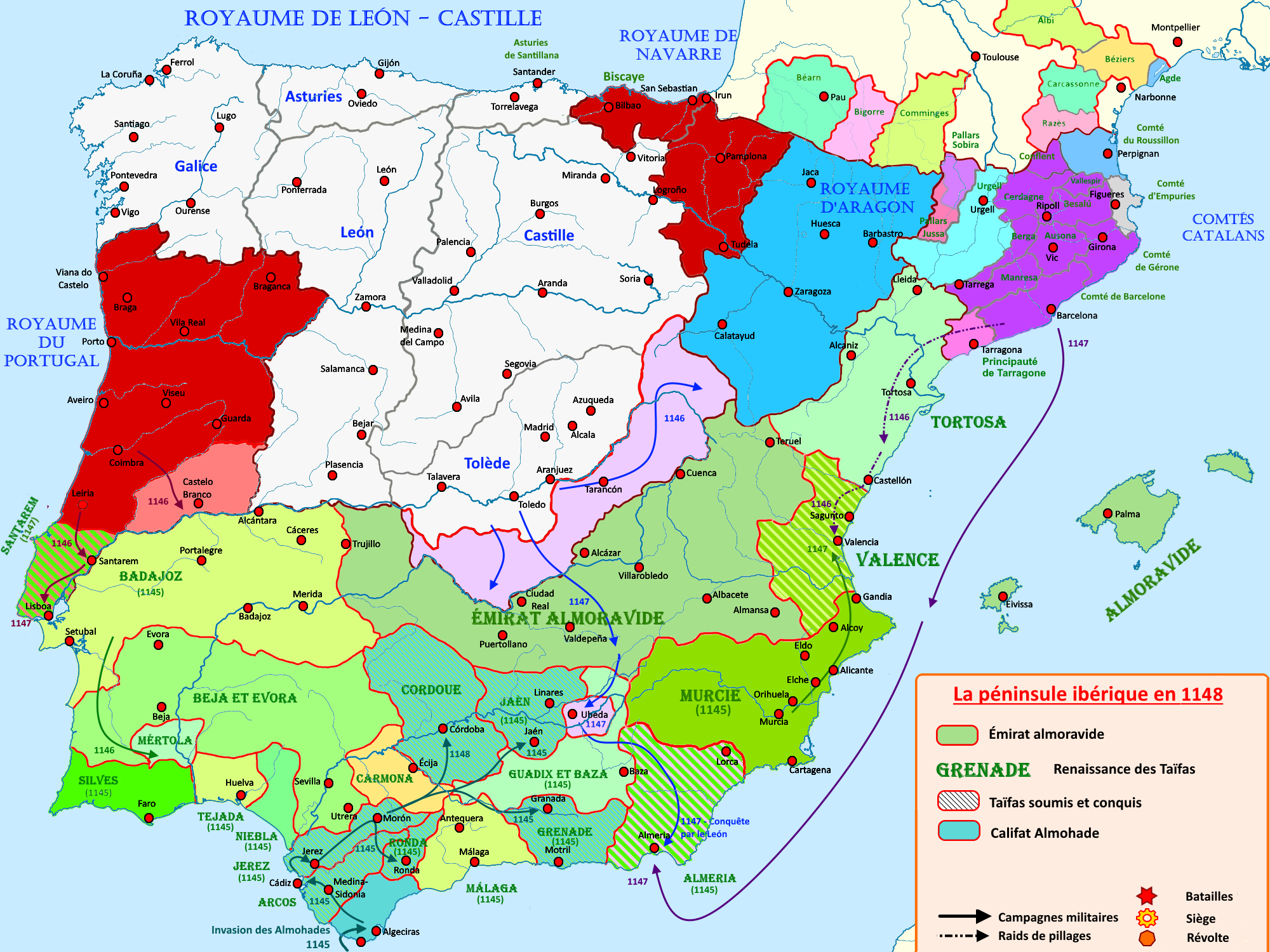
L'effondrement almoravide et les taïfas de la seconde période de 1144 à 1148

Tachfine ben Ali ou Tachine Ou-Ali (berbère : ⵜⴰⵛⴼⵉⵏ ⵓ ⵄⴰⵍⵉ) est le fils de Ali ben Youssef, qui appartient à la dynastie berbère des Almoravides. En 1138, Ali ben Youssef nomme son fils Tachfin Ben Ali pour Héritier. 
Troisième Emir et cinquième imam de la dynastie des Almoravides, né à une date inconnue, mort en 1145. Tachfie ben Ali est le fils de Ali ben Youssef, et le petit-fils de Youssef ben Tachfine.
En 1138, Ali ben Youssef nomme son fils Tachfine ben Ali comme héritier, Tachfine ben Ali s'est distingué en Espagne à la victoire d'Uclès face aux chrétiens ibériques (1108) et à Fraga (1134). 
La situation politique à la fin du règne de son père est inquiétante, voir critique.
Entre 1140 et 1141, les Almohades se sont emparés des oasis du sud puis de Taza, ils échouent devant Ceuta mais prennent peu après Melilla et Alhoceima. Tachfin Ben Ali durant tout son règne eut à combattre le mouvement almohade qui n'avait qu'un seul objectif, la fin de la dynastie almoravide qu'ils jugeent décadente. 
En 1145, victorieux devant Tlemcen, les Almohades poursuivent Tachfine ben Ali jusqu’à Oran où il se tue en tombant dans un précipice, dans sa fuite après sa défaite près d'Oran. 
Son fils Ibrahim ben Tachfine, encore enfant, lui succède.